# VIII Legislatura da Terceira República Portuguesa
A VIII Legislatura foi a legislatura da Assembleia da República Portuguesa, resultante das eleições legislativas de 10 de outubro de 1999. A primeira sessão legislativa decorreu no dia 25 de outubro, e a última a 4 abril de 2002. O presidente da Assembleia da República, António de Almeida Santos, foi eleito na sessão plenária de 27 de outubro.

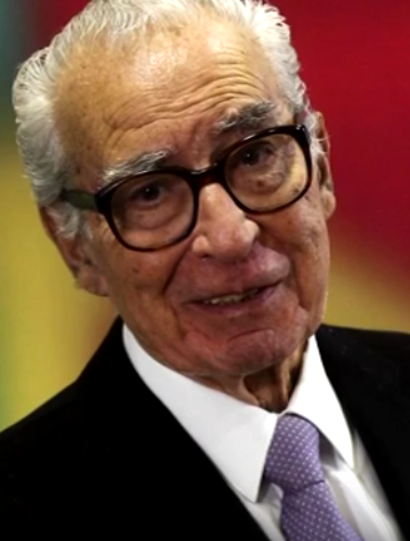
António de Almeida Santos, presidente da Assembleia da República durante a VIII Legislatura
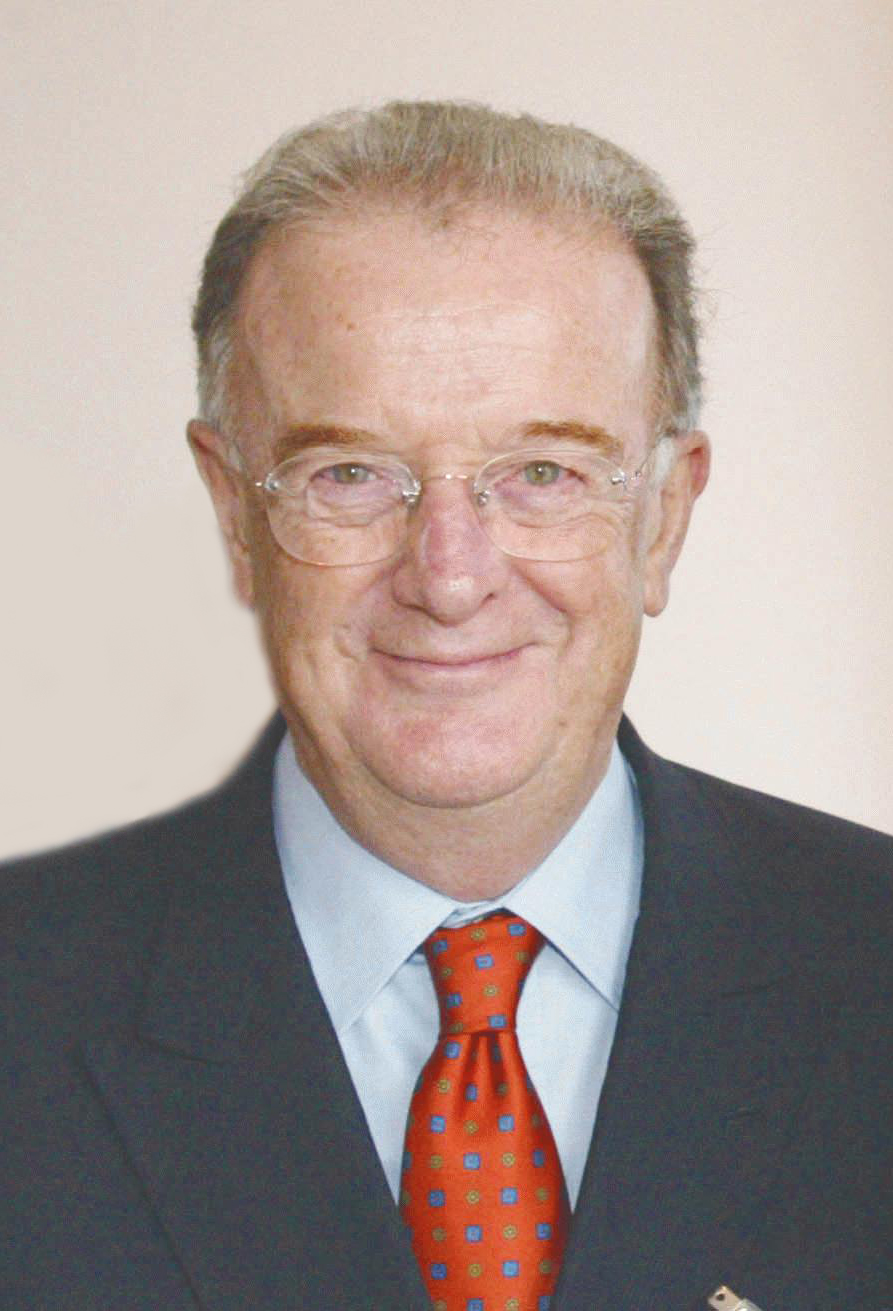
Jorge Sampaio, presidente da República
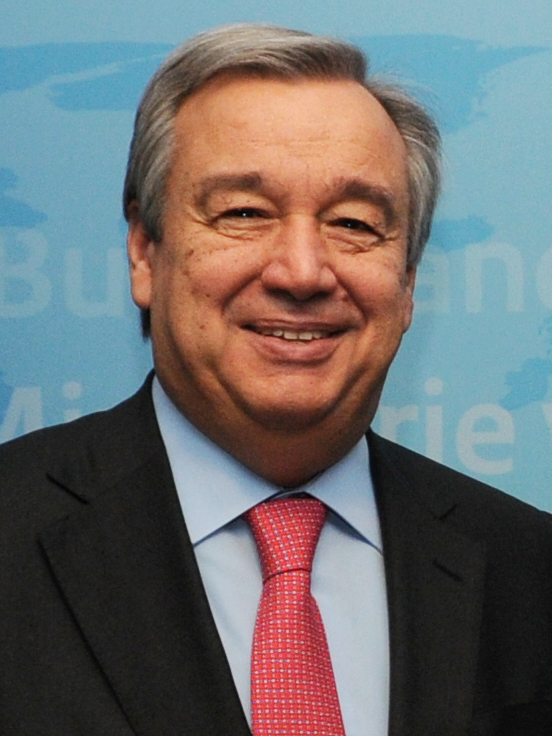
António Guterres, primeiro-ministro do XIV Governo Constitucional

## Sessões Legislativas
- 1.ª sessão legislativa - 25/10/1999 a 14/09/2000
  - A 25 de outubro de 1999 toma posse o XIV Governo Constitucional
- 2.ª sessão legislativa - 15/09/2000 a 14/09/2001
- 3.ª sessão legislativa - 15/09/2001 a 04/04/2002 (dissolução da Assembleia da República)

## Composição da Assembleia da República
| Partidos                             | Partidos                           | Deputados | Votos     | Percentagem |
| ------------------------------------ | ---------------------------------- | --------- | --------- | ----------- |
| Bloco de Esquerda (B.E.)             | Bloco de Esquerda (B.E.)           | 2         | 132.333   | 2,44%       |
| CDU – Coligação Democrática Unitária | PCP                                | 15        | 487.058   | 8,99%       |
| CDU – Coligação Democrática Unitária | PEV                                | 2         | 487.058   | 8,99%       |
| Partido Socialista (PS)              | Partido Socialista (PS)            | 115       | 2.385.922 | 44,06%      |
| Partido Social Democrata (PPD/PSD)   | Partido Social Democrata (PPD/PSD) | 81        | 1.750.158 | 32,32%      |
| CDS - Partido Popular                | CDS - Partido Popular              | 15        | 451.643   | 8,34%       |